# Komba Gaston
Komba Gaston, né le 15 novembre 1960 à Douala , région du Littoral, est un homme politique camerounais, est un député de la xvie législature cameroun

## Biographie

### Enfance, formation et débuts
Originaire de la région du Littoral, il effectue ses études primaires et secondaires dans le chef-lieu de cette région, où il obtient son Certificat d'Études Primaires Élémentaires (CEPE) ainsi que ses diplômes secondaires. Après avoir décroché un Baccalauréat série A4, il poursuit ses études supérieures à l’Université de Yaoundé II - Soa, située dans la ville aux sept collines. Au cours de son parcours académique, il obtient une Licence en droit privé et une autre en droit public, suivies de deux Maîtrises, l’une en droit public et l’autre en sciences politiques. Il complète sa formation avec un Master 2 en gestion des conflits et des catastrophes, stratégie et défense. Par ailleurs, il est marié et père de quatre enfants.

### Carrière
Il a occupé divers rôles de responsabilité au sein du Rassemblement Démocratique du Peuple Camerounais (RDPC), notamment en tant que membre et chargé de mission dans plusieurs délégations régionales, départementales et communales. Il a également exercé les fonctions de président de la section RDPC du Nkam Nord-Ouest dans la région du Littoral. Sur le plan parlementaire, il a coordonné le Réseau des parlementaires « Espérance Jeunesse » (REJE), destiné à la promotion des politiques publiques et des programmes en faveur de la jeunesse et de l’enfance. Par ailleurs, il a été secrétaire général du Réseau des parlementaires pour la promotion du genre (REPAGE), conseiller spécial du Réseau des parlementaires pour la protection des écosystèmes forestiers d’Afrique centrale (REPAR) et conseiller technique du Réseau des parlementaires pour la promotion des nouvelles technologies de l’information et de la communication (REPATIC).

## Distinctions honorifiques
Médaille d’Honneur du Travail en vermeil, Argent et Or
Chevalier de l’ordre National de la valeur ;
Officier de l’ordre National de la Valeur ;
Commandeur de l’ordre National de la valeur ;
Dignité du Grand Cordon de l’ordre National de la Valeur.